# Eurynome
Eurynome var i den grekiska mytologin dotter till titanerna Okeanos och Tethys. Hon avbildades som en sjöjungfru med kvinnlig överkropp och med fiskstjärt från midjan och ner. Ibland kallades hon för "den vitthärskande".
Eurynome var mor till Zeus tre döttrar, chariterna, vid namn: Aglaia, Euphrosyne och Thalia.